# Криуша (Павловский район)
Криу́ша — деревня в Павловском районе Нижегородской области. Входит в состав Варежского сельсовета.

## История
Деревня впервые упоминается в окладных книгах Рязанской епархии 1676 года, в ней было 16 дворов крестьянских и 2 бобыльских.
В конце XIX — начале XX века деревня входила в состав Варежской волости Муромского уезда Владимирской губернии, с 1926 года — в составе Арефинской волости. В 1859 году в деревне числилось 27 дворов, в 1905 году — 51 дворов, в 1926 году — 75 дворов.
С 1929 года деревня входила в состав Варежского сельсовета Павловского района Горьковского края, с 1936 года — в составе Горьковской области.

## Население
| 1859 | 1905 | 1926 | 2002 | 2010 |
| ---- | ---- | ---- | ---- | ---- |
| 198  | ↗295 | ↗381 | ↘73  | ↘52  |